# Rafael Del Valle
Rafael Del Valle est un boxeur porto-ricain né le 16 octobre 1967 à Santurce.

## Carrière
Passé professionnel en 1989, il devient champion du monde des poids coqs WBO le 13 mai 1992 après avoir battu par KO au premier round Duke McKenzie. Del Valle conserve son titre face à Wilfredo Vargas et Miguel Lora avant de perdre aux points contre Alfred Kotey le 30 juillet 1994. Battu également dans un combat de championnat du monde WBA des poids super-coqs par Enrique Sanchez en 1998, il met un terme à sa carrière sur un bilan de 23 victoires, 2 défaites et 1 match nul.

## Référence
1. ↑  (en) Duke McKenzie Former 3 Weight World Champion (champsuk.com)